# Ptilotus symonii
Ptilotus symonii är en amarantväxtart som beskrevs av Gerhard Benl. Ptilotus symonii ingår i släktet Ptilotus och familjen amarantväxter. Inga underarter finns listade i Catalogue of Life.